# Ernest Mottley
Ernest Deighton Mottley (n. Bridgetown, Barbados, 11 de mayo de 1907 - ibídem, 27 de abril de 1973) fue un abogado y político barbadense que ejerció como miembro del Parlamento de Barbados entre 1946 y 1971, así como el primer y único alcalde electo de Bridgetown entre 1959 y 1967, cuando se abolió el gobierno local.
Referente del conservadurismo local, encabezando sucesivamente la Asociación de Electores de Barbados, el Partido Conservador Progresista y el Partido Nacional de Barbados como principal formación de centroderecha de la colonia en los últimos años previos a la independencia del Reino Unido. Fue elegido parlamentario en 1946, reteniendo el escaño en 1948, y posteriormente, tras la instauración del sufragio universal en Barbados, ganó cuatro mandatos consecutivos en comicios democráticos (1951, 1956, 1961 y 1966). Después de su retiro en 1971, Barbados no volvió a tener un partido conservador fuerte.
Falleció en 1973, a la edad de 65 años. Su hijo, Elliot Deighton Mottley, fue también miembro del Parlamento, mientras que su nieta, Mia Mottley, es la primera mujer primera ministra de Barbados.